# جرج فنمن
جرج فِـنِـمن (انگلیسی: George Fenneman؛ ‏ ۱۰ نوامبر ۱۹۱۹ – ۲۹ مهٔ ۱۹۹۷) بازیگر و مجری تلویزیون اهل ایالات متحده آمریکا بود. وی بین سال‌های ۱۹۴۲ تا ۱۹۹۳ میلادی فعالیت می‌کرد.
از فیلم‌ها یا برنامه‌های تلویزیونی که وی در آن نقش داشته‌است، می‌توان به بتمن، چگونه بدون تلاشی واقعی در تجارت پیروز شویم، چیزی از دنیای دیگر، جیک بزرگ، ۱۱ یار اوشن و اسب با دم پرنده اشاره کرد.
فِـنِـمن همچنین گوینده بسیاری از ویدئوها و فیلم‌های تبلیغاتی، تجاری و صنعتی از جمله برای شرکت هوایی لاکهید کرپوریشن و آزمایشگاه پیش‌رانش جت در پاسادینا بود.

## مرگ
فنمن بر اثر نارسایی تنفسی در خانه خود در لس آنجلس، کالیفرنیا ،سالگی درگذشت.  جسد فنمن سوزانده شد و محل خاکستر مشخص نیست.